# Rhipidia costaloides
Rhipidia costaloides är en tvåvingeart som beskrevs av Alexander 1920. Rhipidia costaloides ingår i släktet Rhipidia och familjen småharkrankar.
Artens utbredningsområde är Panama. Inga underarter finns listade i Catalogue of Life.